# 정신여자중학교
정신여자중학교(貞信女子中學校)는 대한민국 서울특별시 송파구 잠실동에 있는 사립 중학교이다.

## 학교 연혁
- 1887년 6월 : 미국 북장로교에서 정동에 본교 설립, 애니 앨러스(Annie J. Ellers) 선생 초대 교장에 취임
- 1895년 10월 : 연지동 교지로 이전, 연동여학교로 개칭
- 1903년 : 연동여자중학교로 개칭
- 1907년 6월 : 제1회 졸업
- 1909년 : 구한국정부로부터 정신여학교로 개칭되어 사립학교로 인가를 받음
- 1909년 : 정신여학교로 교명 개명
- 1916년 : 사범과 제2회 졸업생을 내고 사범과 폐지
- 1935년 : 정신여자학교로 조선총독부의 지정 받음
- 1945년 : 신사참배 거부로 학교 설립 재단 해체
- 1947년 7월 : 정신여학교로 재인가, 개교
- 1951년 8월 : 교육법개정으로 중·고등학교별로 각각 인가(고등학교 3학급)
- 1951년 9월 : 6.25 전쟁으로 남하, 부산 용두산에서 피난학교 개교
- 1952년 4월 : 서울 수복 후 연동교회에서 서울 훈육소 개교
- 1954년 2월 : 유엔군으로부터 교사명도를 받고 완전 복교, 부산 분교와 통합
- 1956년 9월 : 재단법인 정신학원으로 인가를 받음, 경기노회장 함태영 목사가 설립자 겸 초대 이사장에 취임
- 1958년 12월 : 과학관(루이스관) 준공
- 1969년 3월 : 중·고 분리
- 1978년 12월 : 잠실동 현교사로 이전(교지 총연면적 42,931m2, 건물 총연면적 19,164m2)
- 1982년 12월 : 체육관 준공(연면적 1,765m2)
- 1985년 12월 : 교사동 증축(8교실)
- 1998년 10월 : 김마리아 회관(대강당) 및 수련관 준공(연면적 7,891m2)
- 2002년 12월 : 김마리아 회관 내 중강당(루이스홀) 및 수련관 증축 준공(증축 연면적 4,328m2)
- 2011년 8월 : 학교 급식소 및 학생 식당 준공(연면적 2,006m2)
- 2013년 12월 : 김필례 기념관(다목적교육관) 준공 (연면적 2,479m2)
- 2021년 2월 : 조건회 목사 제15대 이사장 취임
- 2022년 2월 : 제109회 졸업
- 2023년 2월 : 이정혁 선생 제22대 중학교 교장에 취임

## 참고 자료
- 정신여자중학교 - 한국교육학술정보원 학교알리미